# Plain old CLR object
Ein Plain Old CLR Object (wörtlich: einfaches altes CLR Objekt) oder ein Plain Old Class Object (zu wörtlich: einfaches altes Klassen-Objekt) – kurz: POCO – ist in der Programmierung ein einfaches Objekt, das in der .NET-Common Language Runtime (CLR) erstellt wurde und nicht durch Vererbung oder Attribute belastet ist. Dies wird häufig im Gegensatz zu den komplexen oder spezialisierten Objekten verwendet, die objektrelationale Abbildungs-Frameworks häufig benötigen. Im Wesentlichen ist ein POCO nicht von einem externen Framework abhängig.

## Etymologie
Plain Old CLR Object ist ein Kunstbegriff, welcher von plain old Java object aus der Jakarta-EE-Programmierwelt abgeleitet und durch Martin Fowler im Jahr 2000 geprägt wurde. POCO wird häufig in Verbindung mit C#-Objekten verwendet, obwohl POCO-Klassen/-Objekte auch mit anderen Programmiersprachen erstellt werden können. Ein anderes alternatives Akronym dafür ist Plain Old .NET Object.

## Vorteile
Einige Vorteile von POCOs sind:
- ermöglicht einen einfachen Speichermechanismus für Daten und vereinfacht die Serialisierung und das Weiterleiten von Daten durch Schichten
- geht Hand in Hand mit Dependency Injection und die Repository Entwurfsmuster (OOP)
- Minimierte Komplexität und Abhängigkeiten von anderen Schichten (höhere Schichten kümmern sich nur um die POCOs, POCOs kümmern sich um Nichts), was eine lose Kopplung erleichtert
- erhöht die Testbarkeit durch Vereinfachung

## Beispiel
```
// Diese Klasse ist keine POCO Klasse!

public
 
class
 
Person
 
:
 
IDisposable

{

    
private
 
static
 
readonly
 
ILogger
 
Logger
 
=
 
LoggerFactory
.
Create
(
typeof
(
Person
));

    
public
 
Person
()
 
{}

    
public
 
Person
(
int
 
id
,
 
string
 
firstName
,
 
string
 
lastName
,
 
DateTime
 
birthDate
)

    
{

        
Id
 
=
 
id
;

        
FirstName
 
=
 
firstName
;

        
LastName
 
=
 
lastName
;

        
BirthDate
 
=
 
birthDate
;

    
}

    
[Category("Data")]

    
public
 
int
 
Id
 
{
 
get
;
 
set
;
 
}

    
public
 
string
 
FirstName
 
{
 
get
;
 
set
;
 
}

    
public
 
string
 
LastName
 
{
 
get
;
 
set
;
 
}

    
public
 
DateTime
 
BirthDate
 
{
 
get
;
 
set
;
 
}

    
public
 
string
 
GetName
()

    
{

        
return
 
$"{FirstName} {LastName}"
;

    
}

    
public
 
override
 
string
 
ToString
()

        
=>
 
$"Id:{Id}, FirstName:{FirstName}, LastName:{LastName}, BirthDate:{BirthDate}"
;

    
public
 
void
 
Dispose
()
 
{
/* Code...*/
}

}

// Diese Klasse ist eine POCO Klasse.

public
 
class
 
Person

{

    
public
 
int
 
Id
 
{
 
get
;
 
set
;
 
}

    
public
 
string
 
FirstName
 
{
 
get
;
 
set
;
 
}

    
public
 
string
 
LastName
 
{
 
get
;
 
set
;
 
}

    
public
 
DateTime
 
BirthDate
 
{
 
get
;
 
set
;
 
}

}

```